# Ardisia

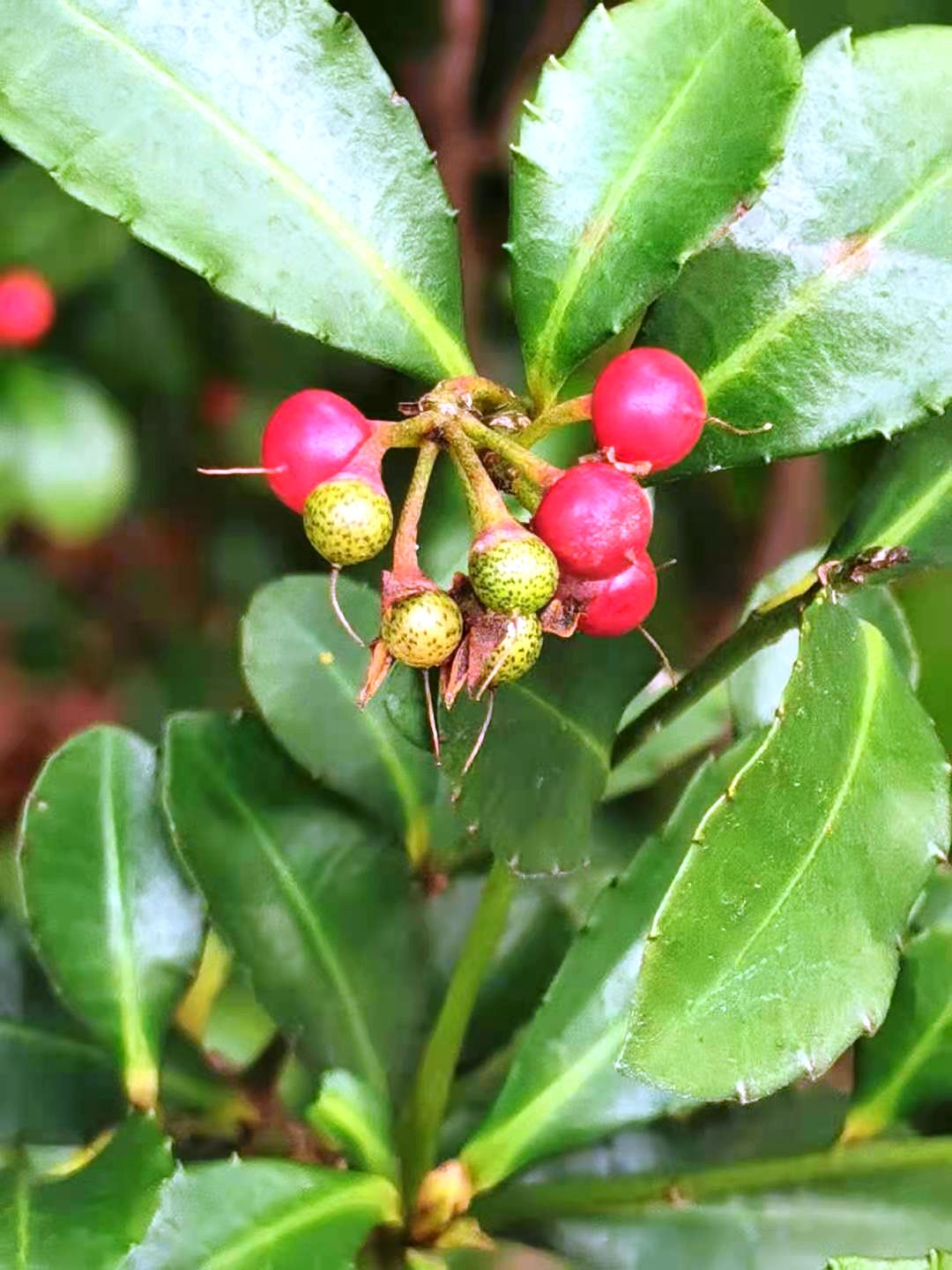
Ardisia cornudentata

Ardisia (ardísia) é um género botânico pertencente à família Myrsinaceae.

## Espécies
- Ardisia amplexicaulis Bedd.
- Ardisia blatteri Gamble
- Ardisia brittonii Stearn
- Ardisia brunnescens E.Walker
- Ardisia byrsonimae Stearn
- Ardisia crenata Sims
- Ardisia darienensis Lundell
- Ardisia dukei Lundell
- Ardisia elliptica Thunb.
- Ardisia escallonioides Schltdl. & Cham.
- Ardisia etindensis Taton
- Ardisia flavida Pipoly
- Ardisia furfuracella Standl.
- Ardisia gardneri C.B.Clarke
- Ardisia geniculata Lundell
- Ardisia glomerata Lundell
- Ardisia hagenii Lundell
- Ardisia helferiana Kurz.
- Ardisia humilis Vahl
- Ardisia jamaicensis Lundell
- Ardisia javanica A.DC.
- Ardisia jefeana Lundell
- Ardisia koupensis Taton
- Ardisia marginata Blume
- Ardisia maxonii Standl.
- Ardisia nigrita Lundell
- Ardisia olivacea E.Walker
- Ardisia opaca Lundell
- Ardisia panamensis Lundell
- Ardisia paradoxa C.M.Hu & J.E.Vidal
- Ardisia premontana Pipoly
- Ardisia primulifolia Gardner & Champ.
- Ardisia pulverulenta Mez
- Ardisia roseiflora Pit.
- Ardisia rudis J.Sinclair
- Ardisia scheryi Lundell
- Ardisia schlechteri Gilg
- Ardisia schultzei Mez
- Ardisia scortechinii King & Gamble
- Ardisia solanacea Roxb.
- Ardisia solida B.C.Stone
- Ardisia sonchifolia Mez
- Ardisia standleyana P.H.Allen
- Ardisia subsessilifolia Lundell
- Ardisia thomsonii Mez
- Ardisia urbanii Stearn
- Ardisia websteri Pipoly
- Ardisia wightiana (A.DC.) Wall. ex Mez
- Ardisia willisii Mez
- Ardisia zeylanica (Gaertn.) Lam. ex Forsyth f.